# Municipalità locale di Sundays River Valley
Sundays River Valley è una municipalità locale (in inglese Sundays River Valley Local Municipality) appartenente alla municipalità distrettuale di Sarah Baartman della  Provincia del Capo Orientale in Sudafrica. 
In base al censimento del 2001 la sua popolazione è di 39.863 abitanti.
La sede amministrativa e legislativa è la città di Kirkwood e il suo territorio si estende su una superficie di 3.507 km² ed è suddiviso in 7 circoscrizioni elettorali (wards). Il suo codice di distretto è EC106.

## Geografia fisica

### Confini
La municipalità locale di Sundays River Valley confina a nord con quelle di Blue Crane Route e Makana, a est con quella di Ndlambe, a sud con l'Oceano Indiano e con la municipalità metropolitana di Nelson Mandela, a ovest con quella locale di Dr Beyers Naudé.

### Città e comuni
- Addo
- Addo Elephant National Park
- Barsheba
- Bellevue
- Bluecliff
- Bontrug
- Enon
- Kirkwood
- KwaZenzele
- Ncanaha
- Nomathamsanqa
- Patterson
- Sunland
- Suurberg

### Fiumi
- Bega
- Bezuidenhouts
- Boesmans
- Krom
- Wit

### Dighe
- Caesar's Dam